# Le Planquay
Le Planquay es una comuna francesa situada en el departamento de Eure, en la región de Normandía.

## Demografía
| 128 | 135 | 117 | 141 | 140 | 123 | 159 |
| Para los censos de 1962 a 1999 la población legal corresponde a la población sin duplicidades (Fuente: INSEE [Consultar]) |     |     |     |     |     |     |